# 汤玉麟旧宅
汤玉麟旧宅建于1922年，是奉系军阀汤玉麟在天津的故居。该建筑位于当时的天津意租界的文森索罗西道（今河北区民主道40号），该建筑目前是天津市文物保护单位和重点保护等级历史风貌建筑。

## 历史
汤玉麟旧宅原为北洋政府交通总长吴毓麟在1922年建造的私宅，1934年，吴毓麟将该房卖给汤玉麟。该建筑现为天津市工商行政管理局的办公楼。

## 建筑
汤玉麟旧宅分布面积2744平方米，建筑占地面积882.93平方米。分为两部分，东为主楼，是一座三层混合结构带地下室楼房，红瓦坡顶。主楼底层外立面用仿花岗岩条石砌垒，机砖铺设墙身，入口大门作圆拱券门。楼前的廊厦下设有汽车坡道，有左右两门，汽车可一出一入。楼内一层设有正厅和附厅，设有古典式壁炉，门窗宽大。主楼二层前方中部设有三个连拱廊并以混合式圆柱支撑，前部设有一个阳台。主楼三层楼中部为两间大房子。主楼西侧为宾客楼，内部墙上挂着一幅很大的“猛虎下山图”。另外，宾客楼内还设有带弹簧地板舞厅，舞厅顶部设有彩色玻璃。院内工字砖铺地，地面宽阔。该建筑是一座具有折中主义特征和意大利文艺复兴的巴洛克建筑风格的欧式建筑。

## 内部链接
- 汤玉麟